# Eero Haapala
Eero Antero Haapala (ur. 10 lipca 1989 w Jalasjärvi) – fiński lekkoatleta specjalizujący się w biegach sprinterskich i w skoku w dal.
Dwunasty zawodnik konkursu skoku w dal podczas mistrzostw świata wojskowych w 2009. W 2012 startował na mistrzostwach Europy w Helsinkach. Czwarty zawodnik w skoku w dal na halowych mistrzostwach Europy w Göteborgu (2013). Wielokrotny medalista mistrzostw Finlandii oraz reprezentant kraju w meczach międzypaństwowych.

## Osiągnięcia
| Rok  | Impreza                              | Miejsce  | Konkurencja             | Lokata      | Wynik |
| ---- | ------------------------------------ | -------- | ----------------------- | ----------- | ----- |
| 2009 | Mistrzostwa świata wojskowych        | Sofia    | bieg na 100 metrów      | eliminacje  | 10,88 |
| 2009 | Mistrzostwa świata wojskowych        | Sofia    | skok w dal              | 12. miejsce | 6,91  |
| 2012 | Mistrzostwa Europy                   | Helsinki | sztafeta 4 × 100 metrów | eliminacje  | 39,85 |
| 2013 | Halowe mistrzostwa Europy            | Göteborg | skok w dal              | 4. miejsce  | 8,05  |
| 2013 | I liga drużynowych mistrzostw Europy | Dublin   | skok w dal              | 1. miejsce  | 7,96w |

## Rekordy życiowe
- bieg na 60 metrów (hala) – 6,82 (2013)
- bieg na 100 metrów – 10,51 (2012) / 10,40w (2012)
- skok w dal (stadion) – 7,95 (2015) / 7,96w (2013)
- skok w dal (hala) – 8,11 (2013) były rekord Finlandii.